# Jan Tesánek
Jan Baltazar Tesánek (latinsky Joannes Tessanek, 29. prosince 1728 Brandýs nad Labem – 22. června 1788 Praha) byl český katolický kněz, matematik, fyzik a astronom.

## Život
Vystudoval gymnázium a filozofickou fakultu v Praze. Nejdříve byl zastáncem aristotelovské filozofie, ale díky Steplingovu vlivu se seznámil s diferenciálním počtem, integrálním počtem a newtonovskou fyzikou, kterou se později zabýval ve svých dílech komentujících Newtonova Principia. V roce 1745 vstoupil do jezuitského řádu. Získal doktorát z teologie a byl vysvěcen na kněze. Stal se profesorem fyziky na pražské univerzitě. Dva roky musel pobývat v Olomouci, kde se stal ředitelem teologického konviktu a učitelem matematiky. Poté se opět vrátil zpět do Prahy, kde byl po smrti J. Steplinga jmenován ředitelem matematicko-fyzikálních studií. V rodině nebyl jediným, kdo by se zabýval přírodními vědami. Jeho bratr František (1730–?) sepsal učebnici fyziky pro Filozofickou fakultu v Olomouci, na které také vyučoval řadu předmětů.
Během života si dopisoval s J. L. Langrangem a J. III. Bernoullim. Mezi jeho žáky v oboru vyšší matematiky patřil F. J. Gerstner, který se pak o něj na sklonku života staral. Na univerzitě mohl působit i po zrušení jezuitského řádu, podobně jako jeho učitel Stepling. Byl jedním z prvních členů Učené společnosti. Jeho znalost matematiky a fyziky mu přinesla označení český Newton .
Tesánkovo jméno bylo umístěno pod okny Národního muzea v Praze spolu s mnoha dalšími, viz Dvaasedmdesát jmen české historie.

## Vědecká činnost

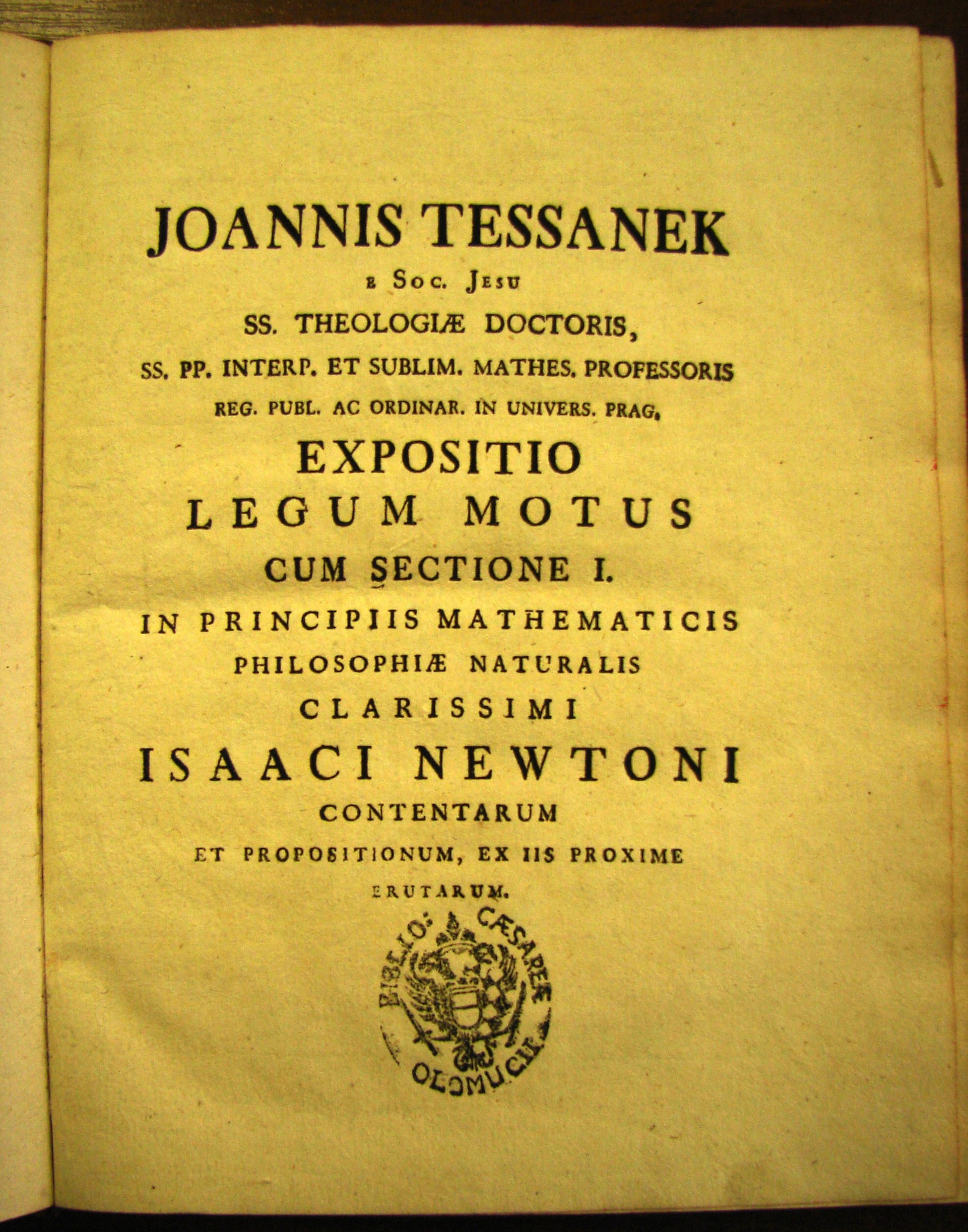
Titulní strana jeho díla Expositio legum motus cum Sectione I. In Principiis Mathematicis Philosophiae naturalis Clarissimi Isaaci Newtoni contentarum et propositionum, ex iis proxime erutarum

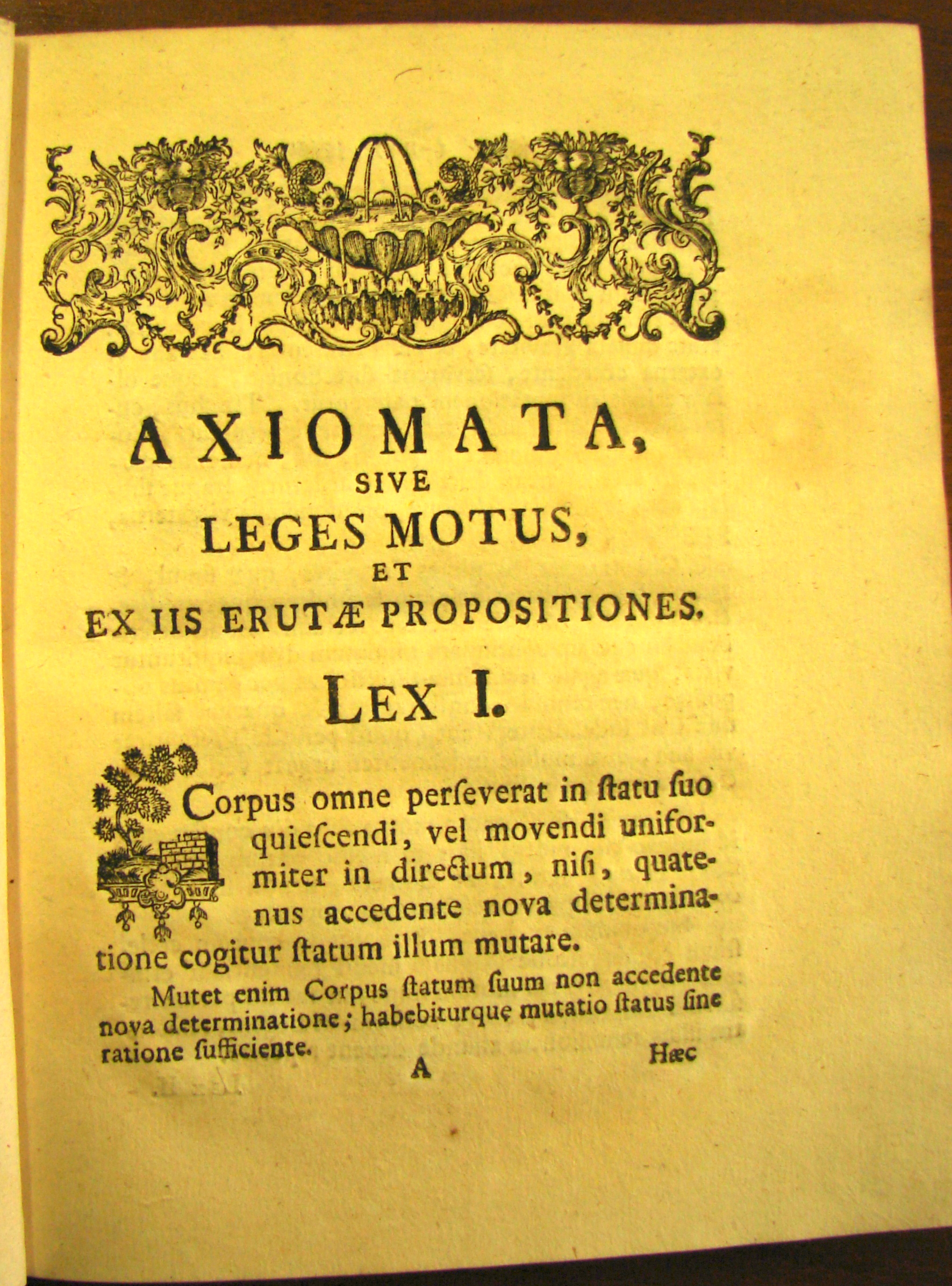
Zákon setrvačnosti z jeho díla Expositio legum motus cum Sectione I. In Principiis Mathematicis Philosophiae naturalis Clarissimi Isaaci Newtoni contentarum et propositionum, ex iis proxime erutarum

### Fyzikální
Experimentální činností se nikdy nezabýval, hodně se zajímal o výpočty planetárních drah. Ve svých pracích se i mimo jiné věnoval řešení některých vybraných problémů z Newtonových Principií. Jako příklad lze uvést problém pohybu hmotného bodu, který se snažil rozpracovat pro pohyb na ploše tvaru rotačního paraboloidu, elipsoidu apod. speciálních těles. Své komentáře a výklady Newtonových Principií začal publikovat v polovině šedesátých let 18. století a pokračoval ve studiu Newtonova stěžejního díla až do své smrti. Tesánkova vydaná pojednání se nezabývala kompletním Newtonovým dílem, pouze pohybovými zákony.

### Matematická
Ve svých pracích se odkazoval na díla a myšlenky Eulera a d'Alemberta. Spojoval je zájem o pojem limita, který pak využívali k definování základních pojmů diferenciálního a integrálního počtu. Pojem limity Tesánek vymezuje takto: Veličina A je limitou (limes) veličiny B, jestliže veličina B se blíží k veličině A více než je libovolná daná diference, aniž však veličinu A překročí.
Dále se zabýval prvočísly, a řešením Pellovy rovnice. Matematiku rozvíjel s ohledem na řešení problémů v astronomii a fyzice.

### Univerzitní
Díky němu byly na pražské univerzitě zavedeny pravidelné speciální přednášky z vyšší matematiky. Potýkaly se bohužel dvěma problémy, kterými byly nedostatek posluchačů, ustálený, neměnný obsah apod. od začátku šedesátých let 18. století. Po jeho smrti se profesorem vyšší matematiky stal F. J. Gerstner.

## Dílo

### Menší průpravné práce
- Isaaci Newtoni Libri I. principiorum mathematicorum philosophiae naturalis Sect. I-V exposita (1769),
- Betrachtungen über eine Stelle der allgmeinen Arithmetik Isaac Newtons(1784),
- Versuch über einige Stellen in Newtons Principiis (1776),
- Algebraische Behandlung der XII. Section des I. Buches des grossen Werkes Newtons (1777),

### Tesánkovo životní dílo
- Philosophiae naturalis principia mathematica, auctore Isaaco Newtono, illustrata commentationibus potissimum Is. Tesanek et quibusdam in locis commentation ibus veterioribus clarissimorum Thom. Le Sueur et Fried. Jacquier, ex Gallicana Minorum familia Matheseos Professorum aliter propositis (dvě knihy, 1780 a 1785)[2].